# كريستيان نونيز (لاعب كرة قدم باراغواياني)
كريستيان نونيز هو لاعب كرة قدم باراغواياني، ولد في 12 أغسطس 2000.